# جورج جربنر
جورج جربنر (8 أغسطس 1919-24 ديسمبر 2005) (بالإنجليزية: George Gerbner)‏ كان أستاذًا في الاتصال ومؤسس نظرية الغرس الثقافي. عمل بالتدريس في جامعة تمبل وجامعة فيلانوفا وجامعة بنسلفانيا.  قدم نموذج اتصالي يدرس حاليا في مادة نماذج الاتصال في كلية الاعلام.
اهتم نموذج جورج جربنر بالمثيرات الاولية للفرد في الاتصال والاستجابة إلى هذه المثيرات في شكل محتوى يحقق بعض النتائج كما قدم النموذج في بناء لفظي بجانب الرسم التخطيطي لعناصر النموذج واتجاه حركته. توجد عناصر أساسية في نموذج جربنر هي: (فرد ما يدرك حدث ما يستجيب له ,في حاله ما بوسائل معينه يصيغ ماده متاحه ,في شكل ماوسياق ما ,ينقل محتوى له بعض النماذج ). اهتم جربنر في المشكلات الاتصالية والإدراكية للفرد في الاتصال المواجهي.